# ドナルドソン不変量
ドナルドソン理論 (Donaldson theory) は、インスタントンを用いた滑らかな4次元多様体の研究である。この理論は、コンパクト単連結4次元多様体の2次コホモロジー群上の可能な二次形式を制限してドナルドソンの定理を証明したサイモン・ドナルドソン (1983) により始められた。
ドナルドソン理論の結果の多くは微分構造を持つ多様体に依存し、4次元位相多様体に対しては正しくない。 
ドナルドソン理論の定理の多くは今ではサイバーグ・ウィッテン理論を用いると容易に証明できる。